# Rúben Amorim
Rúben Filipe Marques Amorim (* 27. ledna 1985) je portugalský fotbalový trenér a bývalý fotbalista, který od roku 2024 trénuje Manchester United.
Jako hráč hrál na postu záložníka. Většinu své kariéry strávil v Benfice, se kterou vyhrál 3krát Primeira Ligu. Byl také reprezentantem Portugalska, za reprezentaci odehrál 14 zápasů v letech 2010–2014.
Po skončení kariéry se stal trenérem a postupně trénoval Casa Piu a Bragu. V roce 2020 se stal třetím nejdražším manažerem v historii, když se stal trenérem Sportingu. V sezóně 2023/2024 vyhrál s klubem Primeira Ligu. V sezóně 2024/2025 s ním hrál Ligu mistrů. V roce 2024 se stal trenérem Manchesteru United, který hledal náhradu za Erika ten Haga.